# Psicobiótico
El término psicobióticos se utiliza en investigaciones preliminares para referirse a bacterias vivas que, cuando se ingieren en cantidades adecuadas, podría generar un beneficio para la salud mental al afectar a la microbiota del organismo huésped. Se está investigando si las bacterias podrían desempeñar un papel en el eje intestino-cerebro, una revisión bibliográfica de 2020 sugiere que el consumo de psicobióticos podría considerarse una opción viable para restablecer la salud mental, aunque carece de ensayos controlados aleatorizados sobre resultados claros de salud mental en humanos.

## Tipos

Fructanos

En los psicobióticos probióticos experimentales, las bacterias más utilizadas son las grampositivas, como las de las familias Bifidobacterium y Lactobacillus, ya que no contienen cadenas de lipopolisacáridos, lo que reduce la probabilidad de una respuesta inmunitaria. Losprebióticos son sustancias, como los fructanos y los oligosacáridos, que inducen el crecimiento o la actividad de microorganismos beneficiosos, como las bacterias, cuando se fermentan en el intestino.
Las múltiples especies bacterianas contenidas en un único caldo probiótico se conocen como polibióticos. 

## Investigación
Una revisión de 2021 mostró que el tratamiento de la ansiedad en jóvenes con psicobióticos no tuvo efectos significativos. Es necesario realizar estudios más diversos en humanos, principalmente porque los estudios existentes tienen resultados contradictorios[cita requerida].

### Especies

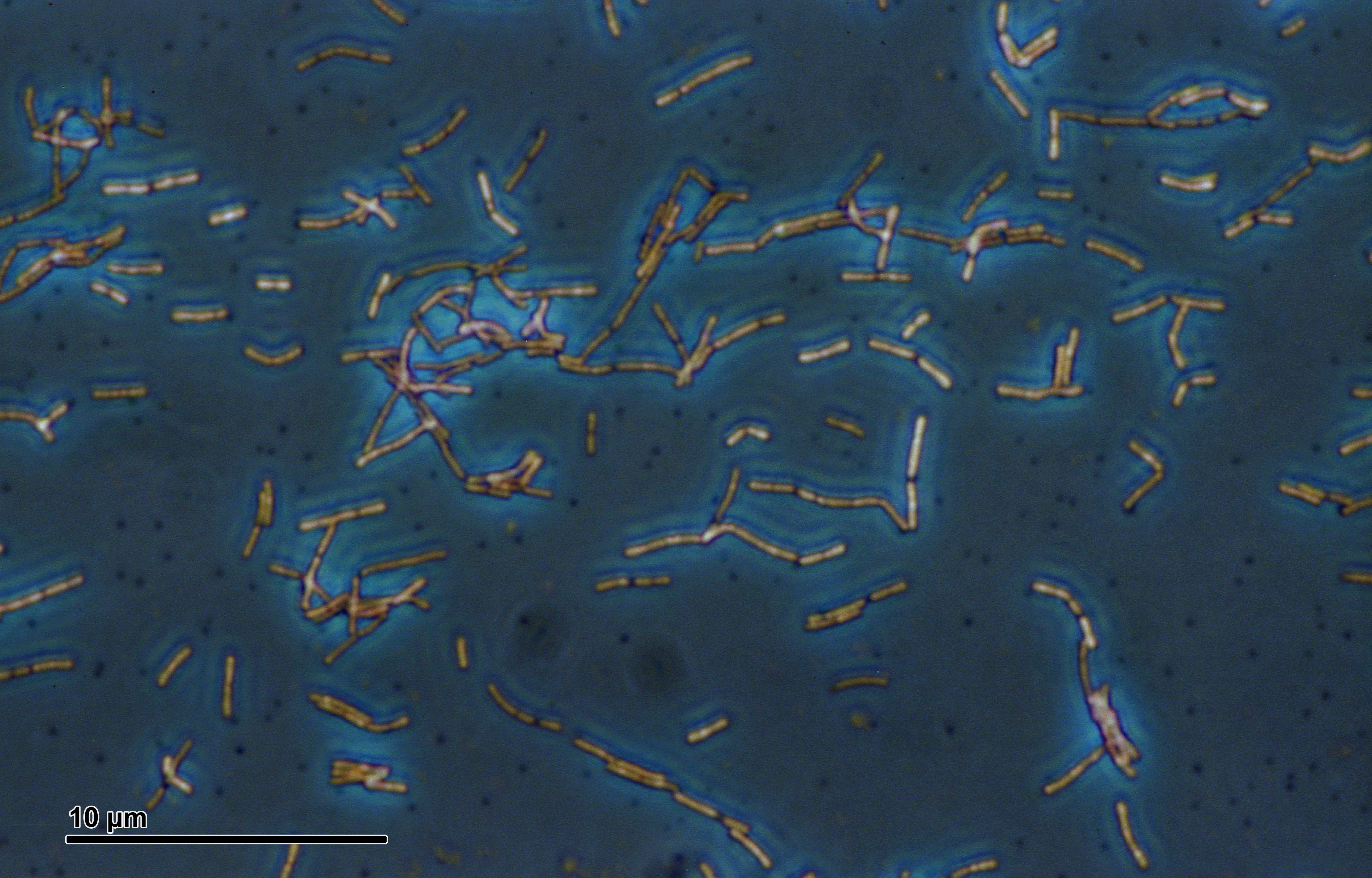
Lactobacillus acidophilus

Se han utilizado varias especies bacterianas en la investigación de probióticos psicobióticos:
- Lactobacillus helveticus
- Bifidobacteria larga
- Lactobacillus casei
- Lactobacillus plantarum
- Lactobacillus acidophilus
- Lactobacillus delbrueckii subsp. bulgarico
- Bifidobacteria breve
- Bifidobacterium infantis
- Estreptococo salivario
- Lactobacillus rhamnosus
- Lactobacillus gasseri